# Józef Perlikowski
Józef Perlikowski (ur. 26 listopada 1908 we Włocławku, zm. 1939) – polski polityk, działacz komunistyczny okresu dwudziestolecia międzywojennego we Włocławku.

## Życiorys
Pochodził z rodziny robotniczej. Swoją karierę polityczną rozpoczął w Komunistycznej Partii Polski. Następnie na polecenie przełożonych przeszedł do Polskiej Partii Socjalistycznej – Lewicy.
Był jednym ze współorganizatorów Komitetu Miejskiego PPS-Lewicy we Włocławku. Został wtedy jego sekretarzem, a potem przewodniczącym. Zorganizował też pierwsze koło PPS-u w fabryce papieru przy ul. Kilińskiego. W latach 1928–1929 w jego mieszkaniu mieścił się Komitet PPS-Lewicy Fabryki Celulozy i Papieru. Następnie zajął się organizacją kół Związków Zawodowych Robotników Rolnych, Leśnych i Folwarcznych w okręgu włocławskim.
Po rozwiązaniu PPS-Lewicy Perlikowski powrócił do Komunistycznej Partii Polski. W 1929 roku stanął na czele Komitetu Dzielnicowego Fabryki Celulozy i Papieru. Był też sekretarzem Związku Zawodowego Chemicznego, członkiem Rady Nadzorczej Robotniczego Stowarzyszenia Spożywców „Praca” i przewodniczącym Komitetu Podmiejskiego KPP we Włocławku. W 1931 roku został Przewodniczącym Komitetu Miejskiego KPP we Włocławku. Od 1931 do 1932 roku kierował Komitetem Okręgowym KPP Kutno-Włocławek.
30 października 1932 roku został przewodniczącym Klubu Radnych Miejskich KPP we Włocławku. W 1934 roku został członkiem Jednolitego Frontu Ruchu Związkowych we Włocławku.
Za jego działalność często spotykały go represje ze strony sanacyjnych władz. W październiku 1928 roku został aresztowany za posiadanie literatury komunistycznej. Został wypuszczony w listopadzie za kaucją. Ponownie aresztowano go 2 czerwca 1932 roku.
Po wybuchu II wojny światowej Perlikowski wraz z grupą komunistów zbiegł do Związku Radzieckiego, licząc na azyl ze strony tamtejszych komunistów. 17 września ZSRR dokonało jednak agresji na Polskę. Komuniści, którzy przedostali się do ZSRR, w tym Perlikowski, zostali przez nich zamordowani.

## Upamiętnienie

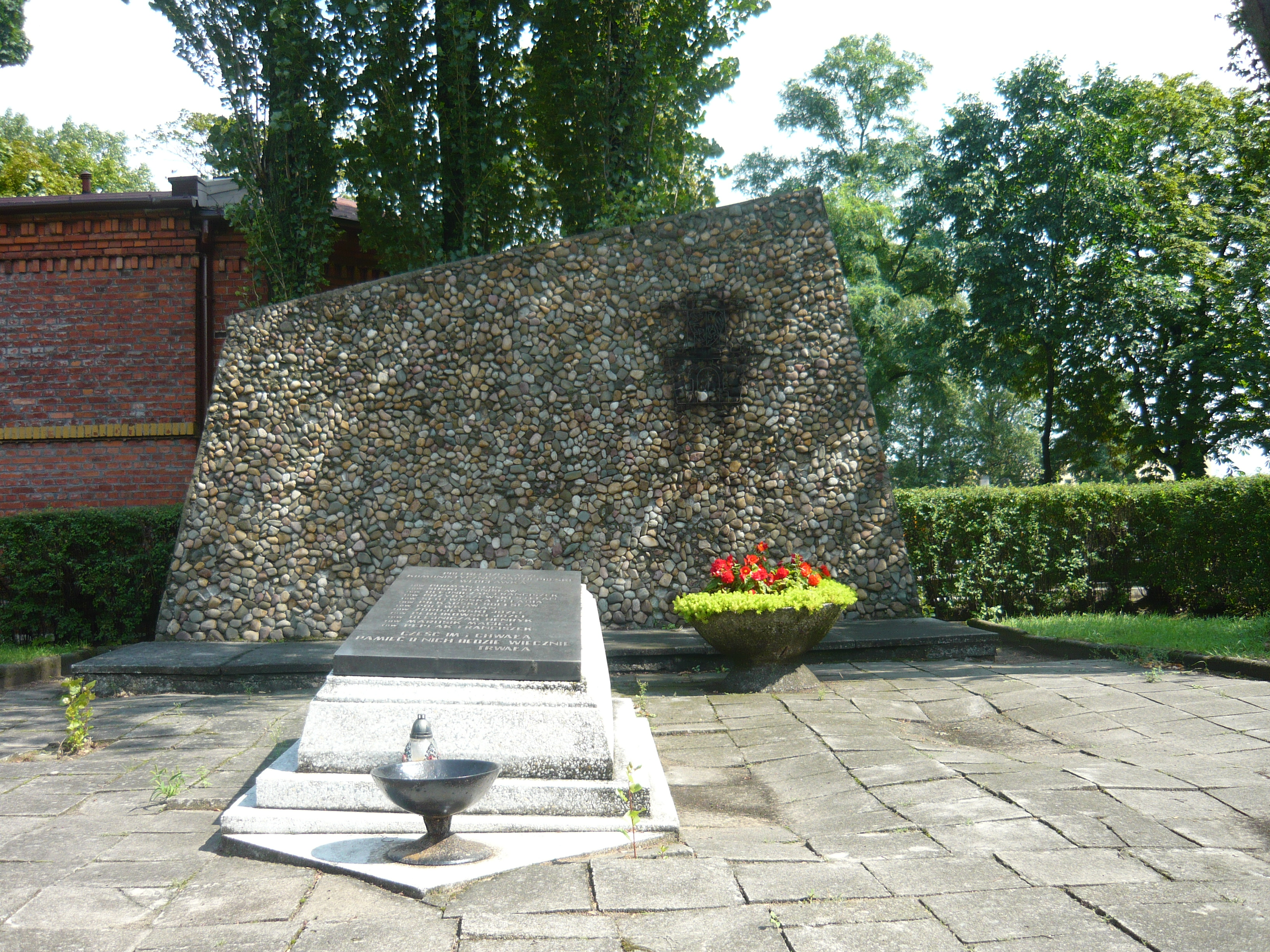
Ściana pamięci i tablica na cmentarzu we Włocławku, na której widnieje nazwisko Perlikowskiego

Działalność Józefa Perlikowskiego była szeroko opisywana we włocławskich wydawnictwach w okresie Polskiej Rzeczypospolitej Ludowej, m.in. w pracy Z rewolucyjnych tradycji Włocławka, wydanej przez Kujawsko-Pomorskie Towarzystwo Kulturalne w 1965 roku. Autorami pracy byli Czesław Kozłowski, Bronisław Kapłan i Czesław Perlikowski.
Józef Perlikowski jest też jednym z bohaterów powieści Pamiątka z Celulozy Igora Newerlego.
Nazwisko Perlikowskiego widnieje na tablicy pod ścianą pamięci na cmentarzu komunalnym we Włocławku.